# Neopilionidae
Los neopiliónidos (Neopilionidae) son una familia de Opiliones de la superfamilia Phalangioidea con 15 especies conocidas en 8 género. El nombre de la familia es una contracción del griego neo "nuevo" y el latín Opilio, un género de Opiliones.
La familia Neopilionidae esta íntimamente relacionada con la familia Monoscutidae, que también se distribuye únicamente en el Hemisferio Sur. Teniendo ambas familias una distribución en el cono sur del globo, teniéndose por posible su surgimiento en Gondwana, con especies encontradas en Australia, Sudáfrica y el sur de América; probablemente representen a reliquias de aquellos tiempos antiguos.
Los miembros de esta familia varían en tamaño desde el pequeño Americovibone lancafrancoae con un largo de cuerpo de 0.9 milímetros a alrededor de los 4 milímetros de largo de cuerpo de los miembros de la subfamilia Enantiobuninae.
Algunas especies de la subfamilia Enantiobuninae poseen pigmentación azul, lo cual es bastante inusual dentro del orden de los Opiliones.

## Especies
- Neopilioninae Lawrence, 1931

- Neopilio Lawrence, 1931

- Neopilio australis Lawrence, 1931 — Sudáfrica

- Ballarrinae Hunt & Cokendolpher, 1991

- Americovibone Hunt & Cokendolpher, 1991

- Americovibone lanfrancoae Hunt & Cokendolpher, 1991 — Chile

- Arrallaba Hunt & Cokendolpher, 1991

- Arrallaba spheniscus Hunt & Cokendolpher, 1991 — Australia

- Ballarra Hunt & Cokendolpher, 1991 — Australia

- Ballarra alpina Hunt & Cokendolpher, 1991 — Nueva Gales del Sur
- Ballarra cantrelli Hunt & Cokendolpher, 1991 — Queensland
- Ballarra clancyi Hunt & Cokendolpher, 1991 — Nueva Gales del Sur
- Ballarra drosera Hunt & Cokendolpher, 1991 — Nueva Gales del Sur
- Ballarra longipalpus Hunt & Cokendolpher, 1991 — Australia
- Ballarra molaris Hunt & Cokendolpher, 1991 — Victoria

- Plesioballarra Hunt & Cokendolpher, 1991

- Plesioballarra crinis Hunt & Cokendolpher, 1991 — Queensland

- Vibone Kauri, 1961

- Vibone vetusta Kauri, 1961

- Enantiobuninae Mello-Leitão, 1931

- Thrasychiroides Soares & Soares, 1947

- Thrasychiroides brasilicus Soares & Soares, 1947 — Brasil

- Thrasychirus Simon, 1884

- Thrasychirus dentichelis Simon, 1884 — Chile, Argentina
- Thrasychirus gulosus Simon, 1884 — Chile, Argentina
- Thrasychirus modestus Simon, 1902 — Chile, Argentina